# Recurva
Recurva es un género de tricladidos platelmintos de agua dulce perteneciente a la familia dugesiidae. Contiene dos especies conocidas, aunque, según las evidencias moleculares, probablemente haya una tercera.

## Distribución
Las especies descritas de Recurva se encuentran en diferentes islas griegas. R. postrema habita la isla de Rodas y R. conjuncta la isla de Cefalonia. La tercera especie putativa se encuentra en Paros.